# Karenové
Karenové je národ tibetočínského původu, žijící především v jihovýchodní Asii. Jejich jazyk, karenština, patří k tibetobarmským jazykům. V Myanmaru, zemi s největší karenskou populací, jich žijí více než 3 miliony. Dalších nejméně 400 tisíc Karenů žije v sousedním Thajsku. Celkový počet Karenů se odhaduje na 7,4 milionů. Karenové se zabývají zejména zemědělstvím, zvláště pak pěstováním rýže. V Thajsku patří mezi tzv. horské kmeny. V Myanmaru vedou Karenové ozbrojený boj proti ústřední vládě, usilují o vytvoření nezávislého státu Kawthoolei (Kotulej, Země květů).

## Etnické rozdělení
- Rudí Karenové – kmeny Padaungové, Breové, Faungtové, aj.
- Bílí Karenové – kmeny Lahu, Pwyové a Sgawové, aj.